# Rem (enhed)
 For alternative betydninger, se Rem. (Se også artikler, som begynder med Rem)
Rem er en forældet måleenhed for ioniserende strålingsdosis.  Den tilsvarende SI-enhed er sievert, og der gælder
1 rem = 10 millisievert
REM er en forkortelse for Röntgen Equivalent Man og er defineret som produktet af den absorberede dosis målt i røntgen og strålingens biologiske 
effektivitet.